# Tolvai Renáta

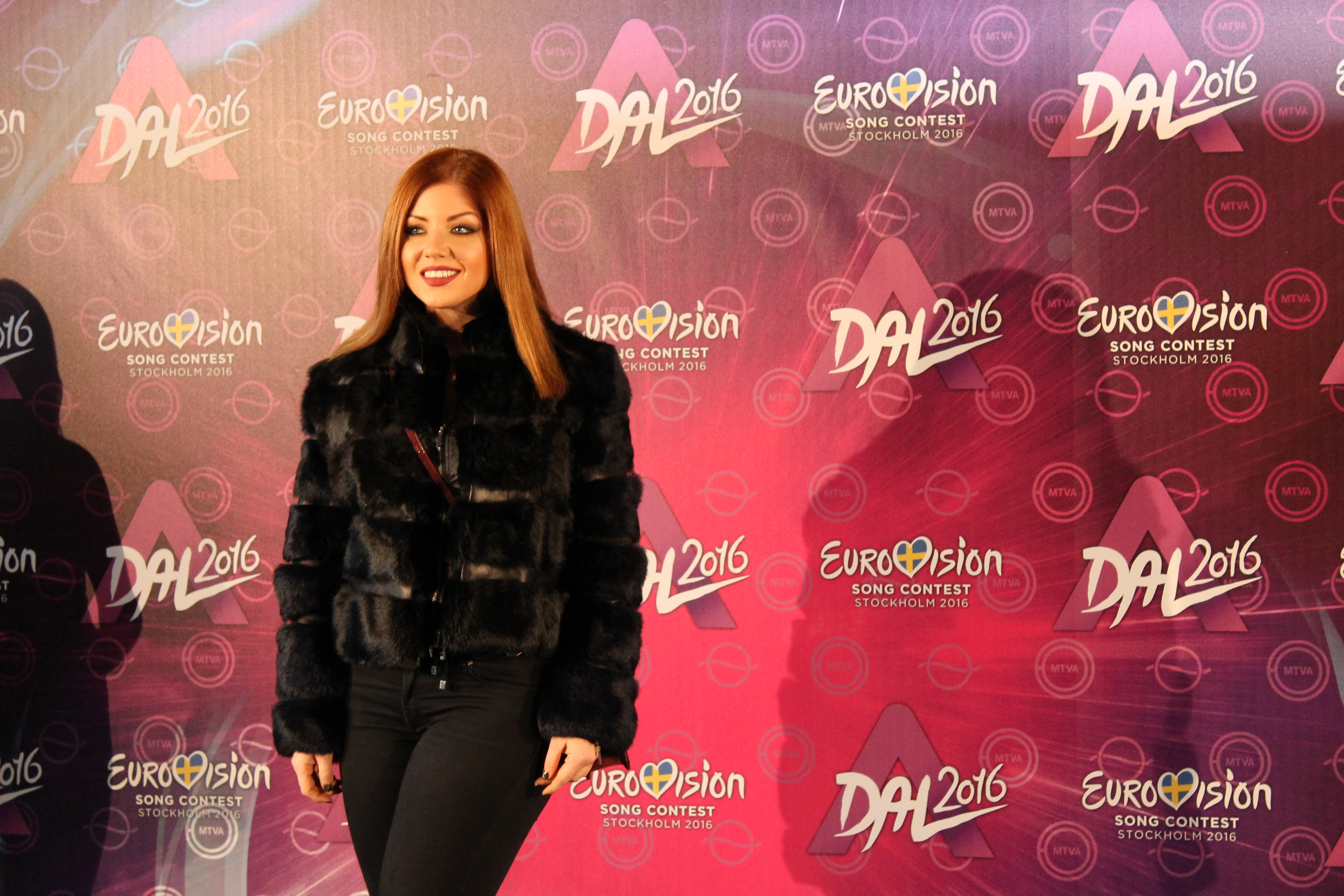
Tolvai Reni 2015-ben

Tolvai Renáta Tímea (Nagyvárad, 1991. március 24.  – ) magyar énekesnő, és színésznő a 2009/2010-es Megasztár 5 győztese. Művészneve Tolvai Reni (a médiában gyakran Tolvaj Reniként emlegetik).

## Életrajz
Nagyváradon született, a Partium régió társadalmi, kulturális és gazdasági központjában.
2009/2010-ben jelentkezett a Megasztár 5. szériájába és végül megnyerte, s ezzel együtt elnyerte „Az Év hangja Magyarországon” címet. Itt ismerkedett össze Kállay-Saunders Andrással.  Még ebben az évben megjelent A döntőben elhangzott dalok címmel első koncertalbuma.
2011. július 7-én jelent meg az első önálló lemeze Ékszer címmel. Az első kislemez az albumról és egyben elsőként megjelent saját dala a Hagylak menni című szerzemény lett. A 2010 őszén megjelent dalt nem sokkal később követte a dalhoz forgatott kisfilm bemutatása. A Hagylak menni című dal szakmai elismerésben is részesült, ugyanis elnyerte a Transilvanian Music Awards legjobb magyar pop-dance slágerének járó díját valamint a közönség által a Bravo Otto gálán Az év legjobb magyar videóklipjének járó elismerést. Mára[mikor?] a legnagyobb videómegosztó portálon 10 millió feletti a Hagylak menni dal- és klipfeltöltések összes nézettsége.
2011. szeptember 14-én jelent meg második videóklipje az Ez még csak a kezdet című dalhoz, amiben duettpartnere Rácz Gergő.
2011-ben illetve 2012-ben is jelölést kapott Az év magyar énekesnője kategóriában a Bravo Otto gálán, valamint 2012-ben a VIVA Comet díjátadón Az év énekesnője kategóriában.
2012-ben bekerült a legjobbak közé a Dal című hazai eurovíziós dalválasztó műsorba az Élek a szemeidben című slágerével.
2013-ban új zenei stílusban, keleties motívumokkal jelent meg magyar nyelvű dala és videóklipje a Mesebeli éj címmel. A dalhoz készült videóklip 2013. május 3-án került bemutatásra. Később megjelent a dal magyar változata is, Mesebeli éj címmel.
2013 augusztusában újabb dala jelent meg Promise címmel, Metzker Viktória lemezlovas és a No!End közreműködésével. A dal zenei alapjait 2012 nyarán a CPR Productionnel közösön készítette Chicagóban. 2013 végén Shout című dalát is bemutatta.
2014 májusában jelent meg a Shout kislemezhez a videóklip. A Do! című második stúdióalbuma megjelenése előtt még debütált a Behind The Scene videóklip.
2014. október 27-én jelent meg a második nagylemeze, Do!címmel.
Dalai alapjában véve az R&B-pop kategóriába sorolhatók, de megtalálhatók bennük az electro-pop, jazz és soul behatások is. Egyéni stílusára nagy hatással voltak példaképei: Beyoncé Knowles és Aretha Franklin.
2015 elején két videóklipet is leforgatott, az egyiket a Do! című dalához, a másikat Metzker Viktória közreműködésével az I rise dalhoz. 2017-ben A nagy duettben volt látható Danny Blue oldalán.
2017. december 6-án bejelentették, hogy a Duna eurovíziós dalválasztó műsorába, A Dal 2018-ba bejutott a Crack My Code című dala.
2018 őszén a Sztárban sztár hatodik évadában versenyzőként vett részt, ahol a negyedik helyen végzett.
2021 szeptemberében szakított több mint 10 év után Kállay-Saunders Andrással.[forrás?]
2023. május 18-án jelent meg Nyakadon a lánc című videóklipje.
2023. szeptember 14-én egy Instagram bejegyzésben jelentette be, hogy készül a harmadik stúdióalbuma, melynek első kislemezét október 27-én adta ki, Kurvára fáj címmel. Ezután november 12-én megjelent a Bántasz című kislemez LuvOli közreműködésével.
2024. február 20-án megjelent a harmadik kislemez, a Reggelig, DZSINDZSER közreműködésével, majd szintén ezen a napon bejelentette, hogy harmadik stúdióalbuma március 8-án fog megjelenni. Az album a TR Album címet kapta.
Március 20-án harmadik albuma mellett megjelent a lemez első zenéjéhez, az Új Renihez tartozó videóklip is. 

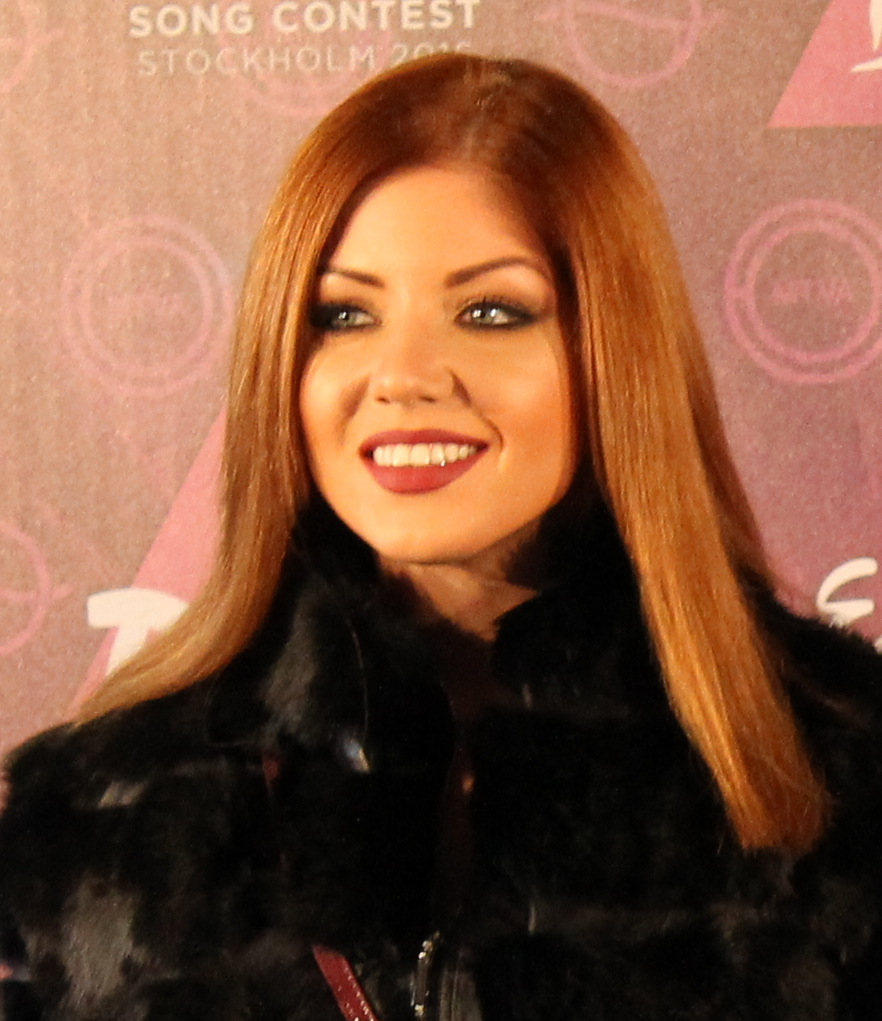
A Dal 2016-ban

## Elismerések
- Megasztár (ötödik évad)Megasztár 5 – I. helyezett (Év hangja) (2010)
- Magyar Kultúráért-díj (2011)
- Transilvanian Music Awards – az év legjobb magyar pop dance slágere (Hagylak menni c. dal) (2011)
- BRAVO OTTO 2012 Az év videóklipje – Hagylak menni (2012)
- 2014 – Story Ötcsillag-díj – Az év legjobb énekese (díjazott)

## A Megasztárban előadott dalok
| #         | Előadó                                  | Dal                                            | Zene / szöveg                                                                        | Eredmény     |
| --------- | --------------------------------------- | ---------------------------------------------- | ------------------------------------------------------------------------------------ | ------------ |
| 1. döntő  | Tolvai Renáta                           | Single Ladies (Put a Ring on It)               | T. Harrell, Beyonce, T. Nash, C. Stewart                                             | Továbbjutott |
| 2. döntő  | Tolvai Renáta                           | Poker Face                                     | S. Germanotta, N. Khayat                                                             | Továbbjutott |
| 3. döntő  | Tolvai Renáta                           | The Show Must Go On                            | F. Mercury, B. May, R. Taylor, J. Deacon                                             | Továbbjutott |
| 4. döntő  | Tolvai Renáta                           | Mindig az a perc a legszebb perc               | Fényes Szabolcs., Mihály I.                                                          | Továbbjutott |
| 5. döntő  | Tolvai Renáta                           | Lady Marmalade                                 | B. Crewe, K. Nolan                                                                   | Továbbjutott |
| 6. döntő  | Tolvai Renáta                           | Fever                                          | E. Cooley, J. Davenport                                                              | Utolsó három |
| 7. döntő  | Tolvai Renáta                           | The Empire State of Mind (Part II) Broken Down | S. Carter, A. Hunte, B. Keyes, A. Keys, S. Robinson, J. Sewell-Ulepic, A. Shuckburgh | Továbbjutott |
| 8. döntő  | Tolvai Renáta és Ganxsta Zolee          | Crazy in Love                                  | R. Harrison, B. Knowles, S. Carter, E. Record                                        | Továbbjutott |
| 8. döntő  | Tolvai Renáta és Kállay-Saunders András | Endless Love                                   | L. Richie                                                                            | Továbbjutott |
| 9. döntő  | Tolvai Renáta                           | Szerelem az utolsó vérig                       | Presser G.                                                                           | Utolsó három |
| 9. döntő  | Tolvai Renáta                           | I'm Your Baby Tonight                          | L. A. Reid, Babyface                                                                 | Utolsó három |
| 10. döntő | Tolvai Renáta                           | All I Want for Christmas Is You                | M. Carey, W. Afanasieff                                                              | Utolsó kettő |
| 10. döntő | Tolvai Renáta                           | Summertime                                     | D. Heyward, G. Gershwin                                                              | Utolsó kettő |
| 11. döntő | Tolvai Renáta                           | Hush Hush                                      | J. Larosa, A. Rurrchare, N. Scherzinger, D. Fekaris, F. Perree                       | Utolsó kettő |
| 11. döntő | Tolvai Renáta és Szíj Melinda           | Proud Mary                                     | J. Fogerty                                                                           | Utolsó kettő |
| 11. döntő | Tolvai Renáta és Kökény Attila          | Hamvadó cigarettavég                           | Hegedűs T., G. Dénes Gy.                                                             | Utolsó kettő |
| 11. döntő | Tolvai Renáta                           | Crazy                                          | S. Tyler, J. Perry, D. Child                                                         | Utolsó kettő |
| Finálé    | Tolvai Renáta                           | Hurt                                           | C. Aguilera, L. Perry, M. Ronson                                                     | Győztes      |
| Finálé    | Tolvai Renáta                           | Mindig az a perc a legszebb perc               | Fényes Sz., Mihály I.                                                                | Győztes      |
| Finálé    | Tolvai Renáta és Molnár Ferenc          | The Way You Make Me Feel                       | M. Jackson                                                                           | Győztes      |
| Párbaj    | Tolvai Renáta és Kökény Attila          | Caruso                                         | L. Dalla                                                                             | Győztes      |

## Diszkográfia

### Szólólemezek
| Év   | Album                                                                       | Legmagasabb helyezés                   | Minősítés |
| Év   | Album                                                                       | MAHASZ Top 40 album- és válogatáslemez | Minősítés |
| ---- | --------------------------------------------------------------------------- | -------------------------------------- | --------- |
| 2010 | A döntőben elhangzott dalok - 1. koncertalbum - Megjelenés: 2010. június 24 | 8                                      |           |
| 2010 | Ékszer - 1. stúdióalbum - Megjelenés: 2010. November 7.                     | 18                                     |           |
| 2012 | Do! - 2. stúdióalbum - Megjelenés: 2012. Szeptember 27.                     |                                        |           |
| 2024 | TR Album - 3. stúdióalbum - Megjelenés: 2024. március 20                    |                                        |           |

### Kislemezek
2010 – Hagylak menni
2011 – Ez még csak a kezdet
2012 – Élek a szemeidben
2013 – Playdate/Mesebeli éj
2013 – igaz igaz
2013 – kiass
2014 – virágvire/fekete bársoy
2015 – tesz!
2015 – nem erides (km. Metzker Viktória)
2016 – Látomás
2017 – Say (km Kállay Saunders)
2018 – Everest
2018 – Crack My Code
2019 – Get It
2019 – Real Thing (km. Kállay Saunders)
2019 – Nem Nem
2020 – You And Me
2020 – Angyal
2021 – Ay Ay Ay (km. Skinny Man)
2021 – Oh Te! (km. Rácz Gergő)
2022 – Máshol Jársz
2022 – Love Got You
2023 – Nyakadon a lánc
2023 – Kurvára fáj
2023 – Bántasz (km. LuvOli)
2024 – Reggelig (km. Dzsindzser)

### Slágerlistás dalok
| Év                  | Dal                  | Legmagasabb helyezés | Legmagasabb helyezés | Legmagasabb helyezés   | Legmagasabb helyezés | Legmagasabb helyezés | Legmagasabb helyezés         | Legmagasabb helyezés | Album                     |
| Év                  | Dal                  | VIVA Chart[forrás?]  | Class 40             | MAHASZ Editors' Choice | MAHASZ Rádiós Top 40 | MAHASZ Dance Top 40  | MAHASZ Single (track) Top 10 | EURO 200             | Album                     |
| ------------------- | -------------------- | -------------------- | -------------------- | ---------------------- | -------------------- | -------------------- | ---------------------------- | -------------------- | ------------------------- |
| 2010                | Hagylak menni        | 1                    | 27                   |                        | 35                   |                      |                              |                      | Ékszer                    |
| 2011                | Ez még csak a kezdet | 15[forrás?]          |                      |                        |                      |                      |                              |                      | Ékszer                    |
| 2012                | Élek a szemeidben    |                      |                      |                        | 28                   |                      |                              |                      | A Dal 2012 – A legjobb 21 |
| 2013                | igaz igaz[forrás?]   |                      |                      |                        |                      |                      |                              |                      | Do!                       |
| 2013                | Mesebeli éj[forrás?] |                      |                      |                        |                      |                      |                              |                      | Do!                       |
|                     |                      | Összesítés           |                      |                        |                      |                      |                              |                      |                           |
| 1. helyezett számok | 1. helyezett számok  | 1                    |                      |                        |                      |                      |                              |                      |                           |
| Top 10-be bekerült  | Top 10-be bekerült   | 1                    |                      |                        |                      |                      |                              |                      |                           |
| Top 40-be bekerült  | Top 40-be bekerült   | 2                    | 1                    |                        | 2                    |                      |                              |                      |                           |

## Műsor
| Év        | Cím              | Szerepkör | Csatorna   |
| --------- | ---------------- | --------- | ---------- |
| 2010      | Megasztár        | versenyző | TV2        |
| 2010-2022 | Mokka            | vendég    | TV2        |
| 2010-2016 | Aktív            | Szereplő  | TV2        |
| 2011      | Térkép           | szereplő  | Duna       |
| 2011-2017 | Balatoni nyár    | vendég    | Duna       |
| 2011      | Sztársáv         | Vendég    | M1         |
| 2011-2012 | Interaktív       | Vendég    | Viva TV    |
| 2011-2021 | Szerencseszombat | Vendég    | M1         |
| 2011-2021 | Szerencseszombat | Vendég    | Duna       |
| 2012-2018 | A Dal            | versenyző | Duna World |
| 2012-2018 | A Dal            | versenyző | M1         |
| 2012-2018 | A Dal            | versenyző | Duna       |
| 2012      | Videolife        | Szereplő  | Life TV    |
| 2012      | Ez zsír magazin  | Szereplő  | Life TV    |
| 2012-2014 | VIVA COMET       | Szereplő  | Viva TV    |
| 2016      | Story Extra      | Szereplő  | RTL Klub   |
| 2017      | A Nagy Duett     | versenyző | TV2        |
| 2017      | Reggeli          | vendég    | RTL Klub   |
| 2018      | Sztárban Sztár   | Versenyző | TV2        |
| 2019      | Lifestyle        | Szereplő  | RTL Klub   |
| 2020-2021 | Neked énekerek   | Szereplő  | TV2        |
| 2021      | Fókusz           | Szereplő  | RTL Klub   |